# Kelmentsi (huyện)
Kelmentsi (tiếng Ukraina: Кельменецький район, chuyển tự: Kelmentsis’kyi raion) là một huyện của tỉnh Chernivtsi thuộc Ukraina. Huyện Kelmentsi có diện tích 670 km², dân số theo điều tra dân số ngày 5 tháng 12 năm 2001 là 48.397 người với mật độ 72 người/km². Trung tâm huyện nằm ở Kelmentsi.